# Ottone IV di Brunswick-Grubenhagen
Ottone, Duca di Brunswick-Grubenhagen, membro della Casa di Welf, ramo cadetto della Casa d'Este (1319 circa – Foggia, 1º dicembre 1398), figlio di Enrico II di Brunswick-Grubenhagen, duca di Brunswick-Lüneburg, e di Jutta del Brandeburgo, nel 1376 sposò in seconde nozze Giovanna I d'Angiò, regina di Napoli, divenendo così il suo quarto ed ultimo marito, senza però essere mai incoronato. La moglie fu deposta nel 1381 e assassinata l'anno successivo, egli invece fu esiliato da Napoli. Fu principe di Taranto dal 1383 al 1393, ottenendo in questo modo l'appellativo di Ottone il Tarantino.

## Biografia
Ottone era il figlio maschio primogenito di Enrico II di Brunswick-Grubenhagen, detto Enrico di Grecia, e della sua prima moglie Jutta, marchesa di Brandeburgo.
Il padre era il terzo figlio di Enrico I di Brunswick-Grubenhagen, il fondatore del principato di Brunswick-Grubenhagen. A causa delle numerose quote di ripartizione ereditaria della casa di Welf, Ottone non ebbe alcuna quota significativa di eredità, che soddisfacesse il suo dinamismo, cosicché egli, come già aveva fatto suo padre, se ne andò all'estero in cerca di fortuna. Viene descritto come un tipo di valoroso e spericolato condottiero, che subito combatté per diversi signori.
Al servizio del marchese Giovanni II del Monferrato, prese parte nel 1339 alla battaglia di Asti. Nel 1352 uscì dall'Ordine Teutonico ed entrò al servizio del re Giovanni II di Francia. In quel periodo sposò, con la mediazione del re, Jolanda, figlia di Berengario di Villargut e vedova di Giacomo III di Maiorca. Grazie a questo matrimonio, Ottone ricevette un considerevole patrimonio e divenne il più ricco membro del rimanente ben povero casato di Grubenhagen. Poco dopo egli ritornò in Italia. Qui divenne tutore dei tre figli di Giovanni di Monferrato. Nel 1354 prese parte in Roma all'incoronazione imperiale di Carlo IV di Lussemburgo.
Dopo la morte della sua prima moglie, Ottone, che nel frattempo si era fatta una solida reputazione come condottiero in varie campagne militari nella penisola, fu suggerito da papa Gregorio XI come marito della regina vedova Maria di Armenia, ma il progetto non andò a buon fine. Il 28 marzo 1376 Ottone sposò infine Giovanna I di Napoli (1326 – 1382), della quale divenne il quarto marito. Non ricevette attraverso questo matrimonio il titolo di re, ma ottenne il Principato di Taranto, la Contea di Acerra ed alcuni castelli in Provenza.
Il regno di Napoli, dopo la morte di papa Gregorio XI, finì nelle controversie originate dallo Scisma d'Occidente (1378) tra i due successori di Gregorio, Urbano VI e Clemente VII. Ottone e Giovanna divennero partigiani di Clemente VII e lo accolsero per primi a Napoli. Successivamente Clemente, sostenuto prevalentemente dalla Francia, dovette fuggire ad Avignone. A causa del loro sostegno a Clemente, Giovanna ed Ottone furono minacciati di destituzione e di scomunica. 
Urbano VI trasferì la sovranità del regno di Napoli a Carlo II di Ungheria, che fu incoronato in Roma nel 1380. Carlo riuscì nel 1381 ad occupare Napoli e ad imprigionare Giovanna, che fu rinchiusa nella fortezza di Muro Lucano. Ottone cercò, con l'aiuto del fratello Baldassarre, di liberarla ma fallì e sia lui che il fratello furono catturati ed imprigionati. Giovanna, che si rifiutò di rinunciare ai suoi diritti, fu strangolata nel 1382, prima che Luigi I d'Angiò, al quale aveva trasferito la sua eredità, potesse intervenire con il suo esercito a salvarla.
Ottone, la cui carcerazione fu mitigata, riuscì ad ottenere la libertà nel 1384; dopo un soggiorno in Sicilia, si recò ad Avignone dove, dopo la morte di Luigi I, assunse il comando dell'esercito del suo successore Luigi II d'Angiò. Con questo esercito nell'estate del 1387 Ottone riconquistò per Luigi II d'Angiò il regno di Napoli.
Poiché tuttavia egli, contro le sue aspettative, non fu nominato comandante generale del regno, passò sdegnato nel campo avverso dichiarandosi a favore dell'erede al trono di Napoli, Ladislao di Durazzo, tentando inutilmente di riconquistare Napoli a questo partito. Nel 1392 si ritrovò prigioniero e, per riacquistare la libertà, dovette rinunciare alla sua Contea di Acerra. Trascorse quindi il suo ultimo anno di vita nel Principato di Taranto.

## Ascendenza
|                                    |                           |                            | Genitori                    |  |  | Nonni |  |  | Bisnonni                        |  |  | Trisnonni                      |  |
|                                    |                           |                            |                             |  |  |       |  |  | Alberto I di Brunswick-Lüneburg |  |  | Ottone I di Brunswick-Lüneburg |  |
|                                    |                           |                            |                             |  |  |       |  |  | Alberto I di Brunswick-Lüneburg |  |  | Ottone I di Brunswick-Lüneburg |  |
|                                    |                           | Matilda del Brandeburgo    |                             |  |  |       |  |  | Alberto I di Brunswick-Lüneburg |  |  |                                |  |
| Enrico I di Brunswick-Lüneburg     |                           |                            |                             |  |  |       |  |  | Alberto I di Brunswick-Lüneburg |  |  |                                |  |
|                                    |                           | Alessia del Monferrato     | Bonifacio II del Monferrato |  |  |       |  |  |                                 |  |  |                                |  |
|                                    |                           | Alessia del Monferrato     | Bonifacio II del Monferrato |  |  |       |  |  |                                 |  |  |                                |  |
|                                    |                           | Alessia del Monferrato     | Margherita di Savoia        |  |  |       |  |  |                                 |  |  |                                |  |
| Enrico II di Brunswick-Grubenhagen |                           | Alessia del Monferrato     |                             |  |  |       |  |  |                                 |  |  |                                |  |
|                                    |                           | Alberto II di Meißen       | Enrico III di Meißen        |  |  |       |  |  |                                 |  |  |                                |  |
|                                    |                           | Alberto II di Meißen       | Enrico III di Meißen        |  |  |       |  |  |                                 |  |  |                                |  |
|                                    |                           | Alberto II di Meißen       | Costanza d'Austria          |  |  |       |  |  |                                 |  |  |                                |  |
| Agnese di Meißen                   |                           | Alberto II di Meißen       |                             |  |  |       |  |  |                                 |  |  |                                |  |
|                                    |                           | Margherita di Sicilia      | Federico II di Svevia       |  |  |       |  |  |                                 |  |  |                                |  |
|                                    |                           | Margherita di Sicilia      | Federico II di Svevia       |  |  |       |  |  |                                 |  |  |                                |  |
|                                    |                           | Margherita di Sicilia      | Isabella d'Inghilterra      |  |  |       |  |  |                                 |  |  |                                |  |
| Ottone IV di Brunswick-Grubenhagen |                           | Margherita di Sicilia      |                             |  |  |       |  |  |                                 |  |  |                                |  |
|                                    | Giovanni I di Brandeburgo | Alberto II di Brandeburgo  |                             |  |  |       |  |  |                                 |  |  |                                |  |
|                                    | Giovanni I di Brandeburgo | Alberto II di Brandeburgo  |                             |  |  |       |  |  |                                 |  |  |                                |  |
|                                    | Giovanni I di Brandeburgo | Matilde di Groitzsch       |                             |  |  |       |  |  |                                 |  |  |                                |  |
| Enrico I di Brandeburgo-Landsberg  | Giovanni I di Brandeburgo |                            |                             |  |  |       |  |  |                                 |  |  |                                |  |
|                                    |                           | Jutta di Sassonia          | Alberto I di Sassonia       |  |  |       |  |  |                                 |  |  |                                |  |
|                                    |                           | Jutta di Sassonia          | Alberto I di Sassonia       |  |  |       |  |  |                                 |  |  |                                |  |
|                                    |                           | Jutta di Sassonia          | Agnese di Turingia          |  |  |       |  |  |                                 |  |  |                                |  |
| Jutta di Brandeburgo-Landsberg     |                           | Jutta di Sassonia          |                             |  |  |       |  |  |                                 |  |  |                                |  |
|                                    |                           | Ludovico II del Palatinato | Ottone II di Baviera        |  |  |       |  |  |                                 |  |  |                                |  |
|                                    |                           | Ludovico II del Palatinato | Ottone II di Baviera        |  |  |       |  |  |                                 |  |  |                                |  |
|                                    |                           | Ludovico II del Palatinato | Agnese del Palatinato       |  |  |       |  |  |                                 |  |  |                                |  |
| Agnese di Baviera                  |                           | Ludovico II del Palatinato |                             |  |  |       |  |  |                                 |  |  |                                |  |
|                                    |                           | Matilde d'Asburgo          | Rodolfo I d'Asburgo         |  |  |       |  |  |                                 |  |  |                                |  |
|                                    |                           | Matilde d'Asburgo          | Rodolfo I d'Asburgo         |  |  |       |  |  |                                 |  |  |                                |  |
|                                    |                           | Matilde d'Asburgo          | Gertrude di Hohenberg       |  |  |       |  |  |                                 |  |  |                                |  |
|                                    |                           | Matilde d'Asburgo          |                             |  |  |       |  |  |                                 |  |  |                                |  |